# Jiří Fichtl
Jiří Fichtl est un joueur d'échecs tchécoslovaque né le 16 février 1921 et mort le 12 novembre 2003.

## Biographie et carrière
Fichtl disputa son premier tournoi important à Prague en 1943. marqua 8,5 points en 19 parties et annula sa partie contre le champion du monde Alexandre Alekhine, vainqueur du tournoi avec 17 points sur 19 et aucune défaite.
Il participa dix-neuf fois à la finale du championnat de Tchécoslovaquie et finit premier ex æquo en 1950 et 1960. En 1950, il perdit le départage contre Miroslav Filip. En 1960, il gagna le match de départage contre Maximilián Ujtelky (2,5-0,5).
Fichtl fut sélectionné dans l'équipe de Tchécoslovaquie lors de quatre olympiades d'échecs : en 1954, 1958, 1960 et 1962. Il remporta la médaille d'argent au troisième échiquier lors de l'Olympiade d'échecs de 1958 et ne perdit qu'une partie contre Mikhaïl Tal.
Au championnat d'Europe d'échecs des nations de 1957, il remporta la médaille de bronze par équipe et la médaille de bronze individuelle au septième échiquier.
Il reçut le titre de maître international en 1959.